# Еріка Шарп
Еріка Йо Шарп (англ. Erica Jo Sharp; нар. 29 березня 1975, Ганж, Британська Колумбія) — канадська борчиня вільного стилю, срібна та бронзова призерка чемпіонатів світу, срібна призерка Панамериканського чемпіонату, бронзова призерка чемпіонатів Співдружності, бронзова призерка Кубку світу.

## Життєпис
Боротьбою почала займатися з 1991 року.
Виступала за борцівський клуб «Ведмеді». Тренери — Мітч Остберг, Лей Вірлін, Ван Іоаннідес (з 2005).

## Виступи на Чемпіонатах світу
| Змагання                        | Збірна | Вагова категорія          | Місце  |
| ------------------------------- | ------ | ------------------------- | ------ |
| Чемпіонат світу з боротьби 1993 | Канада | жіноча боротьба, до 50 кг | 6      |
| Чемпіонат світу з боротьби 1996 | Канада | жіноча боротьба, до 50 кг | 4      |
| Чемпіонат світу з боротьби 1997 | Канада | жіноча боротьба, до 51 кг | 5      |
| Чемпіонат світу з боротьби 1999 | Канада | жіноча боротьба, до 51 кг | Срібло |
| Чемпіонат світу з боротьби 2001 | Канада | жіноча боротьба, до 56 кг | 11     |
| Чемпіонат світу з боротьби 2005 | Канада | жіноча боротьба, до 51 кг | 5      |
| Чемпіонат світу з боротьби 2007 | Канада | жіноча боротьба, до 51 кг | Бронза |

## Виступи на Панамериканських чемпіонатах
| Змагання                                   | Збірна | Вагова категорія          | Місце  |
| ------------------------------------------ | ------ | ------------------------- | ------ |
| Панамериканський чемпіонат з боротьби 1997 | Канада | жіноча боротьба, до 51 кг | Срібло |

## Виступи на Кубках світу
| Змагання                    | Збірна | Вагова категорія          | Місце  |
| --------------------------- | ------ | ------------------------- | ------ |
| Кубок світу з боротьби 2004 | Канада | жіноча боротьба, до 51 кг | Бронза |

## Виступи на Чемпіонатах Співдружності
| Змагання                                | Збірна | Вагова категорія          | Місце  |
| --------------------------------------- | ------ | ------------------------- | ------ |
| Чемпіонат Співдружності з боротьби 1993 | Канада | жіноча боротьба, до 53 кг | Бронза |

## Виступи на інших змаганнях
| Змагання                               | Збірна | Вагова категорія          | Місце  |
| -------------------------------------- | ------ | ------------------------- | ------ |
| Manitoba Open 2003                     | Канада | жіноча боротьба, до 55 кг | 5      |
| Klippan Lady Open 2003                 | Канада | жіноча боротьба, до 55 кг | Бронза |
| Гран-прі Німеччини з боротьби 2003     | Канада | жіноча боротьба, до 55 кг | Срібло |
| Austrian Ladies Open 2003              | Канада | жіноча боротьба, до 55 кг | 12     |
| Міжнародний меморіал Дейва Шульца 2004 | Канада | жіноча боротьба, до 55 кг | Бронза |
| Міжнародний меморіал Дейва Шульца 2005 | Канада | жіноча боротьба, до 51 кг | Срібло |
| Austrian Ladies Open 2005              | Канада | жіноча боротьба, до 55 кг | Золото |
| Міжнародний меморіал Дейва Шульца 2006 | Канада | жіноча боротьба, до 51 кг | 4      |
| Міжнародний меморіал Дейва Шульца 2007 | Канада | жіноча боротьба, до 51 кг | Бронза |
| Гран-прі Німеччини з боротьби 2007     | Канада | жіноча боротьба, до 51 кг | Золото |